# Carl Hardtmuth

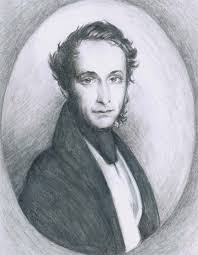
Carl von Hardtmuth

Carl Edler von Hardtmuth (* 11. März 1804 in Wien; † 19. September 1881 in Grünau im Almtal (Oberösterreich)) war ein österreichischer Bleistift-, Porzellan- und Tonofenfabrikant. 
Er war Sohn von Joseph Hardtmuth, der der Erfinder des Bleistiftes war. Zusammen mit seinem Bruder Ludwig Hardtmuth gründete er 1828 die Firma L. & C. Hardtmuth in Wien, die aber aus Rentabilitätsgründen nach Budweis verlagert wurde. Nach dem Ausscheiden seines Bruders Ludwig 1855, der sich dann dauerhaft in Weimar niederließ, führte er als Alleininhaber die Firma weiter. Er wurde dort einer der wichtigsten Honoratioren, engagierte sich in politischen und sozialen Vereinen. Die Firma exportierte Bleistifte in die ganze Welt und hatte zum Zeitpunkt seines Todes 500 Mitarbeiter. Das Produktionsvolumen betrug jährlich etwa 72 Millionen Bleistifte. Seine Produkte errangen bei internationalen Ausstellungen zahlreiche Preise. Hardtmuth war Mitglied des Böhmischen Landtags.
Im Jahre 1873 wurde er in den Adelsstand erhoben. Ein Jahr später 1874 wurde er Ehrenbürger von Budweis und schließlich bekam er 1878 anlässlich der Weltausstellung in Paris das Offizierskreuz der Ehrenlegion. Die Firma in Budweis existiert als Koh-i-Noor Hardtmuth noch heute. Der Koh-i-Noor-Stift wurde von seinem Sohn Franz Edler von Hardtmuth entwickelt.